# Belleville (Ontario)
Belleville is een stad in Canada in de provincie Ontario.
Belleville telde in 2011 bij de volkstelling 49.454 (2006: 48.821) inwoners.

## Zustersteden
De stad Belleville heeft 3 zustersteden buiten Canada:
- Lahr, Duitsland - ingesteld in 1971
- Gunpo, Zuid-Korea - ingesteld in 1996
- Zhucheng, Volksrepubliek China - ingesteld in 1996

## Geboren in Belleville
- Farley Mowat (1921-2014), schrijver en milieuactivist
- Robert Marvin "Bobby" Hull (1939-2023), ijshockeyspeler
- Brian Orser (18 december 1961), kunstschaatser
- Avril Ramona Lavigne (27 september 1984), singer-songwriter en actrice